# 丸山輝
丸山輝（まるやま あきら、1968年 - ）は、日本の実業家。フォーシーズ株式会社代表取締役社長。

## 人物
福岡県生まれ。1991年に古物商を核とする事業を開始。その後、数社のM&Aを手がけ、1999年にフォーシーズ株式会社を設立。2001年に同社が賃借人保証事業に参入。2009年に社団法人賃貸保証機構の理事に就任している。著書に『家主破綻』（幻冬舎メディアコンサルティング）がある。

## 来歴
幼い頃、銀行員だった父が起業。影響を受けて育つ。
また、父だけではなく祖父と母も同じ銀行出身である上、母の実家は特定郵便局を生業としており、この家庭環境がその後の会社経営での資金繰りを行う上で、とても役立つようになったという。1991年に古物商を個人にて創業し、不動産会社・輸入品販売業などの数社の企業の経営を行なう傍ら、不動産を購入し、賃貸経営を行なう。
1999年、古物商の店舗展開のためフォーシーズ株式会社を設立、初めは古物商を営んでいたが、「倉庫いっぱいの（賃借人保証事業を行なう企業の）荷物を換金できないか」との問い合わせを受けたことをきっかけに、その賃借人保証事業に進出する。